# Loren Fatović
Loren Fatović (Dubrovnik, 16. studenoga 1996.), hrvatski vaterpolist, bio je igrač dubrovačkog Juga pa je prešao u splitski Jadran. Igra na položaju napadača, visok je 185 cm i težak 84 kg. Sin je Elvisa Fatovića.
U Jadranskoj ligi je u sezoni 2015./16. upisao sedamnaest pogodaka u 17 nastupa, a 2016./17. trideset i devet pogodaka u 18 utakmica. Sezonu 2017./18. završio je s četrdeset pogodaka u 15 utakmica u rečenom natjecanju. U Ligi prvaka je, pak, postigao tri pogotka u 12 utakmica 2015./16., dvadeset pogodaka u 13 utakmica 2016./17. te trideset pogodaka u 16 utakmica 2017./18. Nastupio je, ali nije poentirao u Superkupu 2016./17. Prvenstvo Hrvatske 2015./16. obilježio je upisavši četiri pogotka u 6 utakmica, 2016./17. šest pogodaka u 7 utakmica, a 2017./18. jedanaest pogodaka u 8 utakmica. U Kupu Hrvatske 2015./16. postigao je šest pogodaka u 5 nastupa, 2016./17. trinaest pogodaka u 6 nastupa, a 2017./18. dvanaest pogodaka u 5 nastupa.
U poluzavršnoj utakmici Europskoga prvenstva 2018., igrajući za Hrvatsku u porazu od budućeg prvaka Srbije 9:7, grubo se ponio sredinom druge četvrtine udarivši šakom u glavu Filipa Filipovića.